# Reinwardtia
Reinwardtia é um género botânico pertencente à família Linaceae.
1. ↑  «Reinwardtia». www.worldfloraonline.org. Consultado em 5 de julho de 2022